# 愛德華式建築

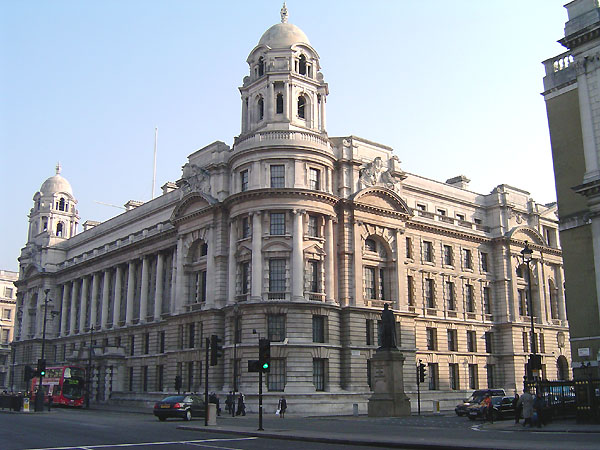
英國倫敦的英國陸軍部大樓（建於1906年）

愛德華式建築（英語：Edwardian architecture），泛指於愛德華七世在位英國國王時（1901至1910年）流行的建築風格。
相比上一任維多利亞時代的建築，愛德華時代的建築未見如前者以華麗見稱，並影響伸延至喬治五世即位後的1914年。
在英國，1985年成立的維多利亞協會致力保護本土現存的維多利亞時代與愛德華時期的建築。

## 建築風格
在愛德華時代，建築師已經成為成熟的獨立專業，不少建築亦顯示出清晰的美學風格，當時最普遍的建築風格為：安妮女王復興式和愛德華巴洛克式 。

#### 安妮女王復興式（Queen Anne Revival）
- 紅磚牆
- 荷蘭式山牆（Dutch gable）
- 以白色粉刷的橫向灰泥裝飾帶（white painted stucco banding）

#### 愛德華巴洛克式（Edwardian Baroque）
- 宏偉的建築外形
- 古典巨柱樣式（giant order；指身高兩層或以上的古典柱體）
- 建築中軸的三角形山牆（triangular pediment）與圓拱頂（dome）或塔樓（tower）

## 启发來源
- 新艺术运动
- 喬治時代建築
- 維多利亞時代建築
- 艺术与工艺运动

## 香港的愛德華時代建築
在20世紀初，世界不少地方都受到大英帝國統治成為殖民地。與此同時，英國的建築風格會流傳到這些地方。

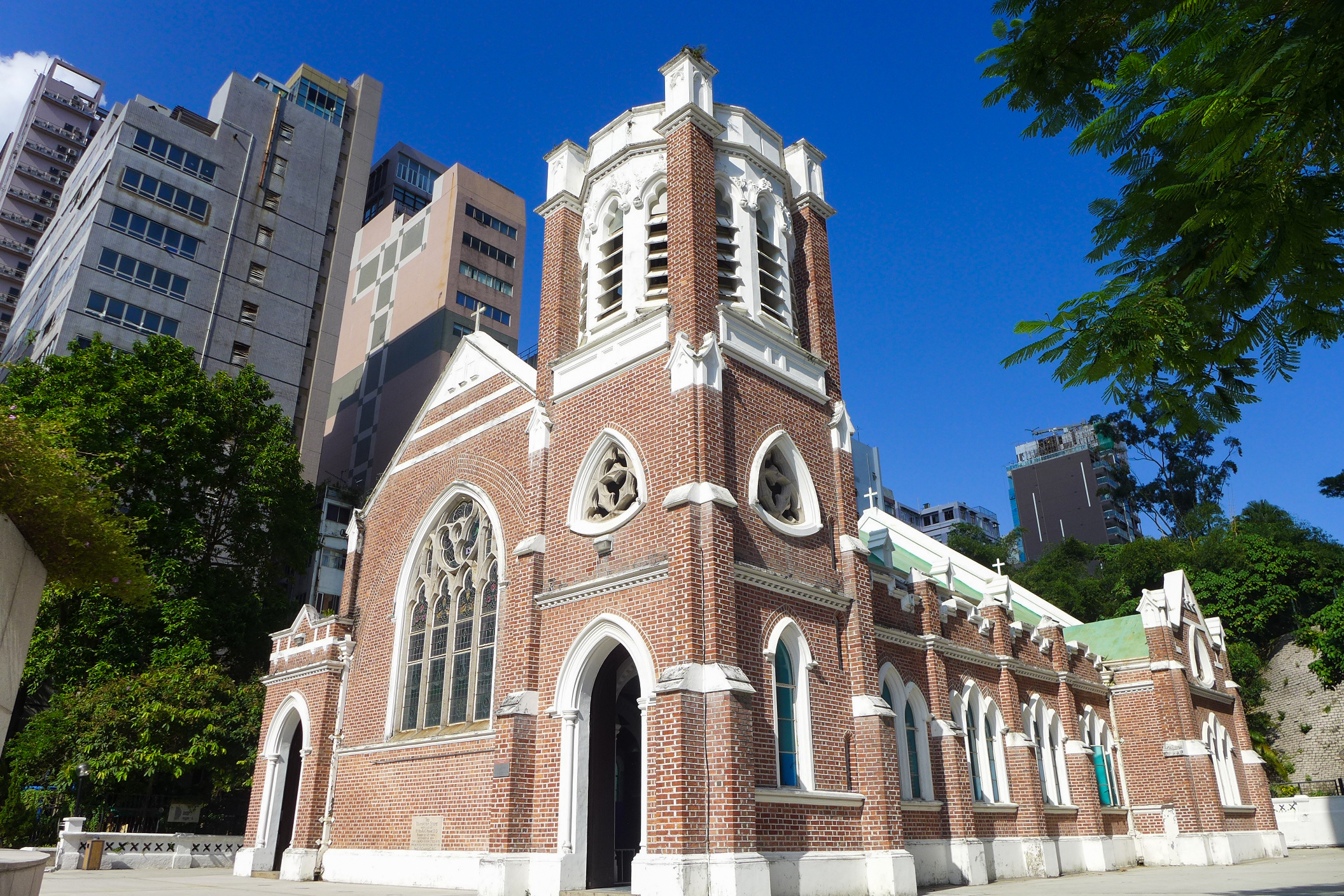
1905年落成的尖沙咀聖安德烈堂
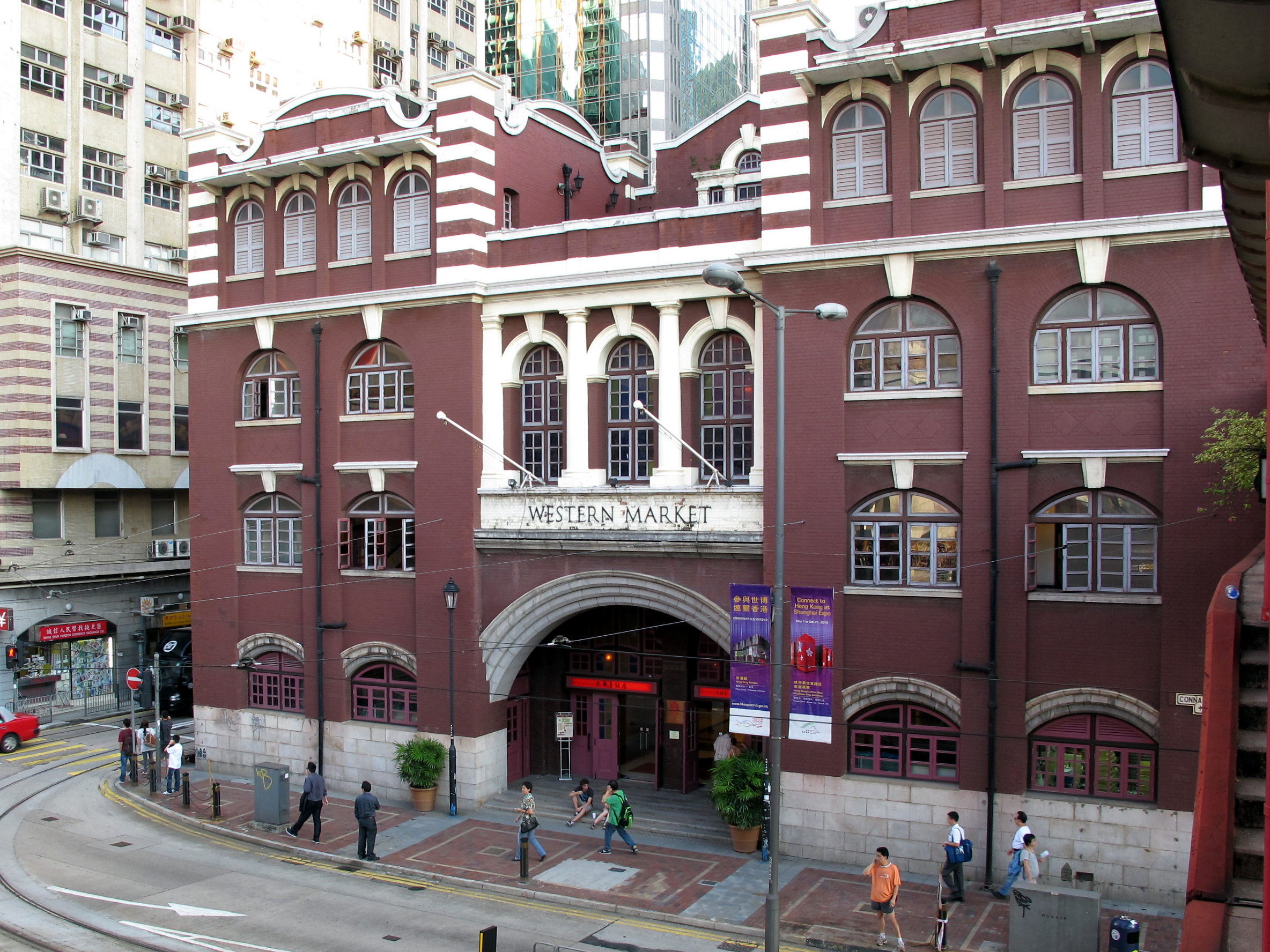
1906年落成的舊上環街市
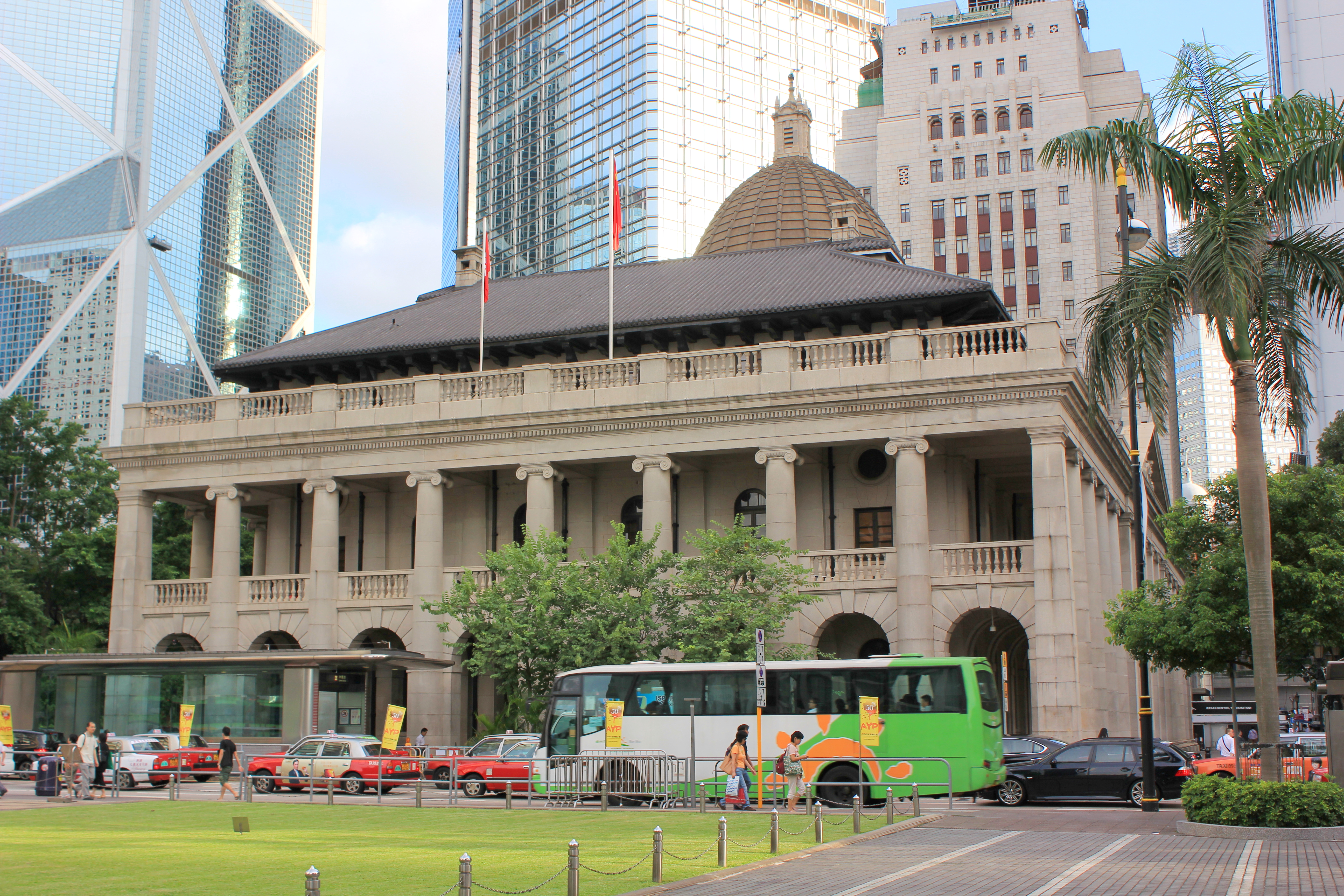
1912年落成的中環前立法會大樓
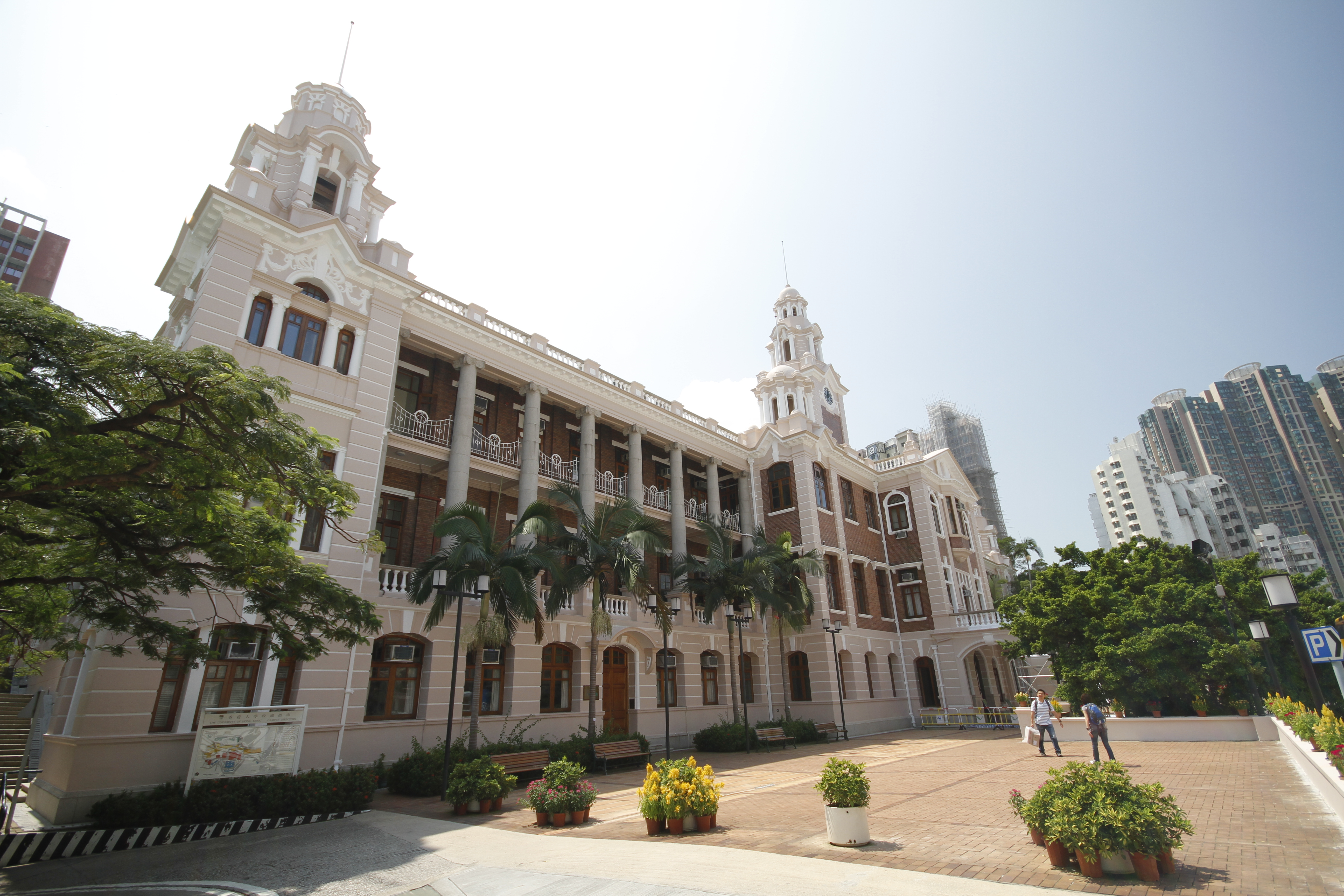
1912年落成的香港大學本部大樓
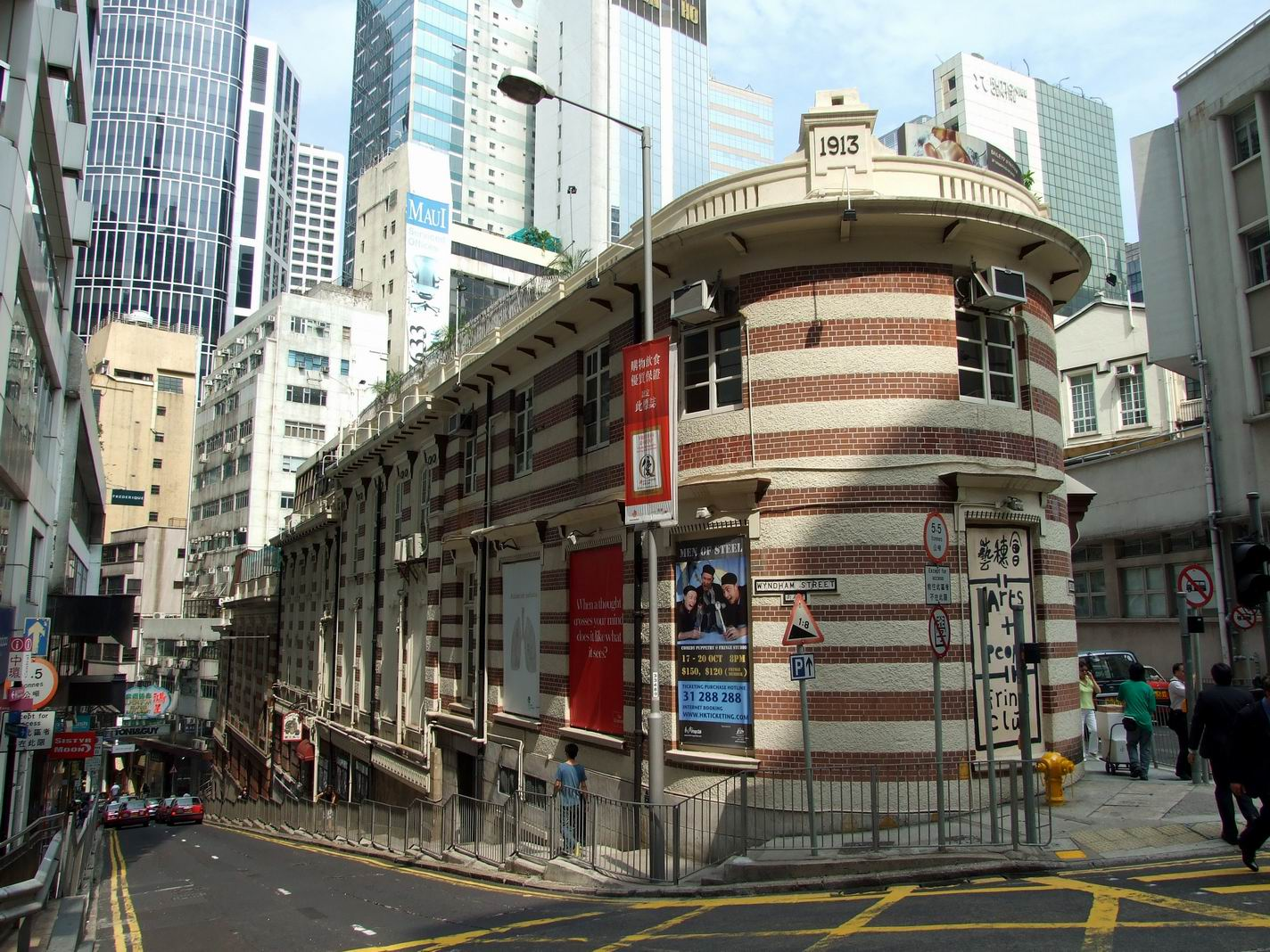
1913年翻新的中環舊牛奶公司倉庫

## 外部連結
维基共享资源上的相關多媒體資源：愛德華式建築